# Bailleul (Somme)
Bailleul è un comune francese di 273 abitanti situato nel dipartimento della Somme nella regione dell'Alta Francia.

## Società

### Evoluzione demografica
Abitanti censiti